# Atomwaffensperrvertrag

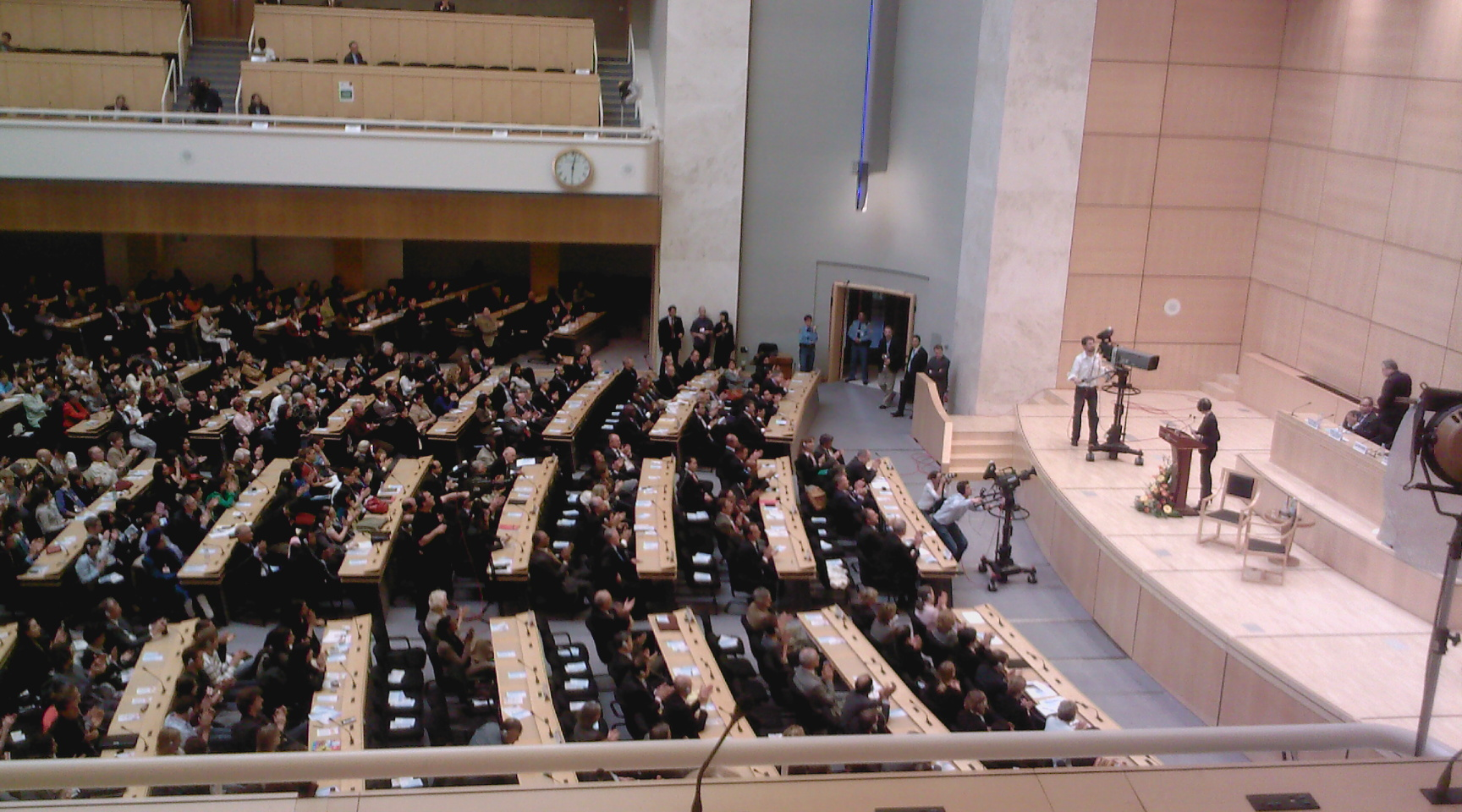
Vorbereitungskonferenz für die 2010er Überprüfungskonferenz des NVV (2008 im Palast der Nationen in Genf)

Unterzeichnerstaaten des Atomwaffensperrvertrages
unterzeichnet und ratifiziert
unterzeichnet, aber nicht ratifiziert
unterzeichnet; nicht als UN-Staat anerkannt (Taiwan)
Unterzeichnung zurückgezogen (Nordkorea)
nicht unterzeichnet (Indien, Israel, Pakistan, Südsudan)

Der Atomwaffensperrvertrag, auch Vertrag über die Nichtverbreitung von Kernwaffen oder nach Auswärtigem Amt der Nuklearer Nichtverbreitungsvertrag (NVV), auch Non-Proliferations-Abkommen, von englisch Treaty on the Non-Proliferation of Nuclear Weapons, kurz Non-Proliferation Treaty, abgekürzt NPT, ist ein internationaler Vertrag aus dem Jahr 1968, der das Verbot der Verbreitung und die Verpflichtung zur Abrüstung von Kernwaffen sowie das Recht auf die „friedliche Nutzung“ der Kernenergie zum Gegenstand hat.
Der Atomwaffensperrvertrag wurde von den Atommächten USA, der Sowjetunion und Großbritannien initiiert.

## Vertragsbestimmungen
Hinweis: Im folgenden Abschnitt sind eine Auswahl der Inhalte des Vertrags dokumentiert.
Im Atomwaffensperrvertrag verzichten die Unterzeichnerstaaten, die nicht im Besitz von Kernwaffen sind, auf den Erwerb von Atomwaffen (siehe Artikel I bis III). Die fünf offiziellen Atommächte, die diesen Status dadurch erlangten, dass sie vor dem 1. Januar 1967 eine Kernwaffe gezündet haben (s. Artikel IX), verpflichten sich im Gegenzug, „in redlicher Absicht Verhandlungen zu führen […] über einen Vertrag zur allgemeinen und vollständigen Abrüstung unter strenger und wirksamer internationaler Kontrolle“ (s. Artikel VI). Dies ist die einzige bindende Verpflichtung zur vollständigen Abrüstung der Atomwaffenstaaten in einem multilateralen Vertrag.
Außerdem steht laut Vertrag jedem Mitgliedstaat das „unveräußerliche Recht“ auf ein ziviles Atomprogramm zu. Alle Vertragsunterzeichner verpflichten sich, „den weitestmöglichen Austausch von Ausrüstungen, Material und wissenschaftlichen und technologischen Informationen zur friedlichen Nutzung der Kernenergie zu erleichtern“ (s. Artikel IV).
Jeder Staat darf den Vertrag kündigen, muss dies jedoch drei Monate zuvor bekanntgeben (s. Artikel X). Von diesem Recht hat z. B. Nordkorea Gebrauch gemacht.

## Gültigkeit
Der NVV war zunächst für 25 Jahre gültig (s. Artikel X). Bei der Überprüfungskonferenz 1995 in Genf wurde er auf unbestimmte Zeit verlängert. Auf Druck der New Agenda Coalition, einer Gruppe von Nichtatomwaffenstaaten, die die schnelle Abrüstung fordern, wurden 2000 in New York 13 Schritte zur vollständigen atomaren Abrüstung beschlossen. Die Überprüfungskonferenz 2005 in New York scheiterte jedoch aufgrund der Blockadehaltung der USA und blieb ohne Ergebnis.

## Überwachungsvereinbarungen (Safeguards)
Der NVV gibt Überwachungsvereinbarungen vor, welche unter der Schirmherrschaft der Internationalen Atomenergie-Organisation (IAEO) stehen und vorherige Kontrollvereinbarungen ersetzen. Nach Artikel 3 des NVV ist jeder Nichtkernwaffenstaat verpflichtet, ein Sicherungsabkommen (Safeguards agreement) mit der IAEO zu schließen. 
Safeguards sind Schutzmaßnahmen für Kernmaterial (primär gemeint sind Uran oder Plutonium) und haben die folgenden Ziele:
1. die rechtzeitige Entdeckung der Abzweigung erheblicher Mengen von Kernmaterial aus friedlichen nuklearen Tätigkeiten;
2. die Abschreckung vor einer solchen Abzweigung durch das Risiko einer frühzeitigen Entdeckung.

Um eine Abzweigung aufzudecken, muss die IAEO die Mengen und den Standort (die Kernanlagen oder Lager) des gesicherten Kernmaterials überprüfen. Die IAEO kann nur Inspektionen durchführen, wenn die Länder dem zustimmen. Sanktionen werden z. B. vom UN-Sicherheitsrat veranlasst, wie z. B. im Falle von Nordkorea (s. u.).
Safeguards ersetzen eine Vielzahl bisheriger Systeme und Methoden bzw. schaffen einheitliche Sicherheitsvorkehrungen und Standards. Wird ein NVV-Unterzeichnerstaat bei einem Verstoß entdeckt, wirkt das Kontrollsystem als Abschreckung gegen die Abzweigung von Kernmaterial zur Herstellung von Kernwaffen.
Für einige europäische Staaten, die ebenfalls Mitglieder der IAEO sind, gelten außerdem die Schutzmaßnahmen der Europäischen Atomgemeinschaft (Euratom).

## Sicherheitsgarantien
Noch im selben Jahr 1968 verabschiedete der UN-Sicherheitsrat die Resolution 255, mit welcher der Rat anerkannte, dass „ein Angriff mit Kernwaffen oder die Androhung eines solchen Angriffs gegen einen Nichtkernwaffenstaat eine Situation herbeiführen würde, in der der Sicherheitsrat und vor allem seine Mitglieder, die Kernwaffenstaaten sind, gemäß ihren Verpflichtungen aus der UN-Charta unverzüglich handeln müssten.“
Im Jahr 1980 wurden im Rahmen der Abrüstungsgespräche des UN Committee on Disarmament (CD) die Sicherheitszusagen der einzelnen Nuklearwaffenstaaten (USA, GB, Russland, Frankreich, China) gegenüber den Nichtnuklearwaffenstaaten erneut thematisiert. Beispielsweise erklärte Großbritannien:

„Keine Kernwaffen gegenüber Staaten einzusetzen, die Vertragsparteien des Nichtverbreitungs-Vertrags oder anderer bindender Vereinbarungen über die Nichtherstellung und den Nichterwerb von Kernsprengkörpern sind, außer im Falle eines Angriffs auf Großbritannien, die von ihm abhängigen Territorien, seine Streitkräfte oder seine Verbündeten durch einen Staat, der mit einem Kernwaffenstaat assoziiert oder verbündet ist.“

Unabhängig davon sind nur die NATO-Mitglieder durch das Bündnis und den Nordatlantikvertrag geschützt. Laut Artikel 5 gilt: „Die Parteien vereinbaren, dass ein bewaffneter Angriff gegen eine oder mehrere von ihnen in Europa oder Nordamerika als ein Angriff gegen sie alle angesehen werden wird;“

## Geschichte
In dem Jahr 1964 schlug der ehemalige U.S. Präsident Lyndon B. Johnson die Kontrolle „der Ausbreitung von Atomwaffen auf Nationen zu stoppen, die sie derzeit nicht kontrollieren“ und zu gewährleisten, „dass alle Transfers von Kernmaterial für friedliche Zwecke unter wirksamen internationalen Sicherheitsvorkehrungen stattfinden“.
Der Atomwaffensperrvertrag wurde über einen Zeitraum von ca. 4,5 Jahren verhandelt und am 1. Juli 1968 von seinen Initiatoren, den Atommächten USA, Großbritannien und der Sowjetunion, unterzeichnet. Er trat am 5. März 1970 in Kraft. Die Atommächte China und Frankreich traten jedoch erst 1992 bei. Der Vertrag definiert diese fünf Staaten als die „Atommächte nach NVV“. Andere Länder im Besitz von Kernwaffen werden als die „Atommächte außerhalb des NVV“ bezeichnet. Länder, die nicht im Besitz von Kernwaffen sind, aber den NVV unterzeichnet (und ratifiziert) haben, zählen zu den „Nichtkernwaffenstaaten“ oder „Nichtkernwaffen-Parteien“, darunter auch Deutschland.

## Deutschland
Deutschland, damals noch Bundesrepublik und DDR, gilt aufgrund seines Verzichts auf die Produktion von Kernwaffen im Jahr 1954 als Nichtkernwaffenstaat im Sinne des Übereinkommens. Die damaligen kommunistischen Staaten (Sowjetunion) lehnten Waffenkontrollen und -inspektionen grundsätzlich ab, doch 1966 erklärte sich die DDR, die damals noch nicht Mitglied der IAEO war, bereit, die IAEO-Sicherungsmaßnahmen (Safeguards) zu akzeptieren, wenn Westdeutschland, das Mitglied der IAEO war, sich ebenfalls dazu bereit erklärte. Ähnliche Angebote kamen von Polen und der Tschechoslowakei, ihre Atomanlagen unter IAEO-Kontrolle zu stellen, wenn Westdeutschland dies im Gegenzug tun würde. Das damalige Westdeutschland entschied sich gegen Atomwaffen unter der Bedingung, dass die anderen Lieferländer (d. h. Länder, die Nukleartechnologie besaßen) zu den gleichen Bedingungen bereit waren.
Folglich unterzeichnete die Bundesrepublik Deutschland den Atomwaffensperrvertrag am 28. November 1969, ratifizierte ihn jedoch erst am 2. Mai 1975 nach langen innenpolitischen Debatten.

## Andere Kernwaffenstaaten (Nicht-NVV)
Zu den Nicht-Unterzeichner-Staaten gehören Indien und Pakistan, die mittlerweile Kernwaffen entwickelt und getestet haben, sowie Israel, das ebenfalls relativ gesichert über Kernwaffen verfügt (Vanunu-Affäre), dies aber bis heute weder bestätigt noch dementiert.
Nordkorea ist dem Atomwaffensperrvertrag 1985 beigetreten, hat aber am 10. Januar 2003 den Austritt erklärt und gibt an, es habe seit dem 29. Oktober 2006 sechs Kernwaffen erfolgreich getestet. Das Land hat bereits 1977 sein erstes Safeguardsabkommen mit der IAEO unterzeichnet. Im Jahr 2008 untersagte Nordkorea der IAEO den Zugang zu seinen Nuklearanlagen. Wenig später wurde der Zugang zum Nyŏngbyŏn-Reaktor jedoch wieder erlaubt. Dies sind nur zwei Beispiele aus der komplizierten Geschichte der Nichtverbreitung von Kernwaffen in dem Land Nordkorea, das heute außerhalb des NVV eine begrenzte Anzahl von Kernwaffen besitzt, welche unter dem Nordkoreanischen Kernwaffenprogramm hergestellt wurden.

## Nicht-Kernwaffenstaaten

### Iran
Der Iran unter dem damaligen Schah Mohammad Reza Pahlavi, wurde einer der ersten Vertragsstaaten und unterzeichnete in dem Jahr 1968 den NVV-Vertrag. Der Vertrag wurde 1970 ratifiziert. Das Land hat bereits in den 1960er Jahren sein eigenes Atomprogramm gegründet, jedoch haben sich die letzten Jahrzehnte diverse Probleme in der möglichen Doppelnutzung (friedlich/militärisch) gezeigt. Dies führte bis heute zu den schwierigen internationalen Verhandlungen, auch bekannt als Iran Nuclear Deal, die in den Joint Comprehensive Plan of Action mündeten.

## Stand
Im Jahr 2024 gab es 191 teilnehmende „Parteien“, davon haben 93 den NVV ratifiziert. Der vollständige Datensatz (Signaturen/Hinterlegungen) der Länder wird in einer Datenbank der UNODA gepflegt, siehe dort.
Nur vier Staaten wurden nicht Unterzeichner des Atomwaffensperrvertrags: Indien, Israel, Pakistan und (als einzige Nichtatommacht) der Südsudan. Nordkorea trat mit Bezug auf sein militärisches Atomprogramm im Januar 2003 aus dem Vertrag aus und dessen endgültiger Status wird seither von der NVV-Gemeinschaft offen gehalten.

## Entwicklungen
Im April 2010 einigten sich die USA und Russland im neuen Strategic Arms Reduction Treaty (New START) darauf, ihre Bestände von strategischen Atomsprengköpfen und Trägersystemen zu verkleinern. Im Mai 2010 versammelten sich die 189 Mitgliedstaaten des Atomwaffensperrvertrags in New York abermals zur fünfjährig stattfindenden Überprüfungskonferenz. Im Juni diskutierten Experten über den Vertrag und den Weg zu einer kompletten Abrüstung auf dem „26. Forum Globale Fragen“ im Auswärtigen Amt in Berlin.
Auf der Überprüfungskonferenz des Atomwaffensperrvertrags (siehe der eigene Abschnitt) wurde beschlossen, dass im Jahr 2012 eine internationale Konferenz über die Möglichkeit eines grundsätzlichen Verbots von Massenvernichtungswaffen im Nahen Osten erörtern soll. „Damit wurde zum Abschluss der alle fünf Jahre stattfindenden Folgekonferenz zur Überprüfung des Sperrvertrags der Druck auf Israel erhöht. Von ihm wird vermutet, dass es als einziger Staat in der Region über Kernwaffen verfügt.“ Aufgrund der Weigerung Israels, an einer solchen Konferenz teilzunehmen, wurde dieser Auftrag nicht umgesetzt.
Am 3. Januar 2022 veröffentlichten die fünf ständigen Mitglieder im UN-Sicherheitsrat (USA, Russland, China, Frankreich und Großbritannien) eine gemeinsame Erklärung. Darin schrieben sie: »Wir glauben zutiefst, dass eine weitere Ausbreitung solcher Waffen verhindert werden muss«. »Ein Atomkrieg kann nicht gewonnen werden und darf nie geführt werden«.
Im August 2023 ging in Wien „die erste Sitzung des Vorbereitungskomitees, das sich mit einer für 2026 angedachten Revision des Atomwaffensperrvertrags (NPT) beschäftigt, ohne Erfolg zu Ende“.
Die Ukraine behält sich seit Oktober 2024 kriegsbedingt die legale nukleare Wiederbewaffnung als ultima ratio vor, hat aber den Atomwaffensperrvertrag nicht verlassen und bevorzugt den Beitritt zu einer militärischen Allianz. Zum Hintergrund siehe auch das Budapester Memorandum.

## Überprüfung der Einhaltung des Vertrages
Die Internationale Atomenergie-Organisation (IAEO) kontrolliert die Einhaltung des Vertrags, unter anderem durch Vor-Ort-Inspektionen in kerntechnischen Anlagen (s. Artikel III). Da diese Kontrollen aber angemeldet werden und sich zudem nur auf solche Anlagen richten, die die Vertragsstaaten freiwillig zur Kontrolle anbieten, bieten sie kaum Möglichkeiten, Verstöße gegen den Vertrag aufzudecken. Um ein wirksameres Mittel der Überprüfung zu erhalten, hat die IAEO daher ein Zusatzprotokoll zum Kernwaffensperrvertrag verfasst, das den Inspektoren die Möglichkeit gibt, unangemeldete Kontrollen in beliebigen Anlagen durchzuführen. Dieses Protokoll ist bisher in 139 Staaten in Kraft (Stand: 20. Dezember 2010).
Um die Einhaltung des NVV sicherzustellen, halten die Mitgliedstaaten alle fünf Jahre eine Überprüfungskonferenz (englisch Nuclear Non-Proliferation Treaty Review Conference) ab (siehe Artikel VIII):
1. Überprüfungskonferenz, 1975, 93 Staaten
2. Überprüfungskonferenz, 1980, 112 Staaten
3. Überprüfungskonferenz, 1985, 131 Staaten
4. Überprüfungskonferenz, 1990, 140 Staaten
5. Überprüfungskonferenz, 17. April – 12. Mai 1995[23][24]
6. Überprüfungskonferenz, 24. April – 19. Mai 2000 in New York[25]
7. Überprüfungskonferenz, 2.–27. Mai 2005 in New York, 188 Staaten[26][27]
8. Überprüfungskonferenz, 3.–28. Mai 2010 in New York, 172 Staaten[28] (130 Staaten waren erwartet worden)[29][30]
9. Überprüfungskonferenz, 27. April – 22. Mai 2015 in New York[31][32]
10. Überprüfungskonferenz, 1.–26. August 2022[33]

Die nächste Überprüfungskonferenz ist für 2026 angesetzt. Die so genannte "Initiative von Stockholm" vereint 13 Länder und setzt sich für umfassende nukleare Abrüstung ein. Das so genannte "Gleichgewicht des Schreckens" sei für die Zeit bis zur vollständigen nuklearen Abrüstung allerdings unverzichtbar.

## Kritik

### Kritik am Inhalt des Vertrags
Kritiker bemängeln, der Atomwaffensperrvertrag schreibe eine Ungleichheit zwischen den offiziellen Atommächten und den kernwaffenfreien Staaten fest: Während letzteren der Besitz dieser Waffen verboten ist, würden die Atommächte keine Bestrebungen machen, ihre Abrüstungsverpflichtung umzusetzen. Verstärkt werde diese Ungleichheit dadurch, dass die im Vertrag festgelegten Atomwaffenstaaten zugleich die ständigen Mitglieder im UN-Sicherheitsrat sind, die dort ein Vetorecht haben und völkerrechtliche Versuche, sie zur Abrüstung zu bewegen, blockieren können. Es wird in Frage gestellt, ob die Atommächte, die alle schon Angriffskriege geführt haben, die moralische Berechtigung haben, anderen Staaten Vorschriften über ihre Bewaffnung zu machen.
Auch wird kritisiert, dass der Vertrag die Ausbreitung von Atomwaffen nicht umfassend begrenzen konnte. Seit geraumer Zeit wird angenommen, dass Israel – vermutlich bereits seit 1967 – über Kernwaffen verfügt, wenngleich dies von israelischer Seite weder bestätigt noch dementiert wird. Indien und Pakistan haben offiziell bestätigt, solche Waffen zu besitzen, und haben sie getestet. Nordkorea hat bis September 2017 mehrere Atombomben und zuletzt eine Wasserstoffbombe getestet, bevor das Land am 21. April 2018 die Einstellung der Tests verkündete. Auch Südafrika hat während der Apartheid ein Kernwaffenprogramm verfolgt, dieses Anfang der 1990er aber freiwillig aufgedeckt und beendet. Südafrika gilt daher als Musterbeispiel, wie UN-Embargos von Staaten unterlaufen werden können. Auch das iranische Atomprogramm ist ein Kritikpunkt. Einige Politiker fordern eine Abschaffung von Atomwaffen.

### Kritik an der Umsetzung des Vertrags
- Viele Kritiker werfen den offiziellen Atommächten vor, ihrer Verpflichtung zur Abrüstung nach Artikel VI nicht nachzukommen. Einige Atommächte modernisieren ihre Arsenale und entwickeln neue Waffen und Trägersysteme, statt abzurüsten. So forschten z. B. die USA unter George W. Bush an kleineren, zielgenaueren Kernwaffen, sogenannten Mini-Nukes und Bunkerbrechern, die tatsächlich eingesetzt hätten werden können und so die Grenze zwischen konventionellen und nuklearen Waffen hätten verschwimmen lassen. Verschiedene Nichtregierungsorganisationen fordern die vollständige Abrüstung aller Atomwaffen durch eine Nuklearwaffenkonvention.
- Vorschläge für einen Atomwaffenverbotsvertrag als erstem Schritt dahin kamen nach einer NPT-Überprüfungskonferenz 2010 auf, bei der die fünf offiziellen Atommächte Aufrufe zum Beginn von Verhandlungen über eine umfassende Nuklearwaffenkonvention zurückgewiesen hatten.[39] Abrüstungsbefürworter schlugen dann den Verbotsvertrag als alternativen Weg nach vorne vor. Am 27. März 2017 begannen auf Beschluss der UN-Generalversammlung Verhandlungen über einen Verbotsvertrag; 123 Staaten hatten dafür gestimmt, 38 dagegen, 16 enthielten sich. An den Verhandlungen selbst nehmen bisher weder die Atomwaffen besitzenden Staaten noch die meisten NATO-Staaten einschließlich Deutschlands teil.[40][41]
- Nach dem Konzept der nuklearen Teilhabe sind Atomwaffen der USA in europäischen NATO-Ländern, einschließlich Deutschland, stationiert und sollen im Ernstfall von den US-Truppen an Truppen der Gastgeberstaaten ausgegeben werden, welche diese Waffen dann einsetzen sollen. Einige Autoren sehen darin einen Verstoß gegen das Verbot des Vertrages, Atomwaffen an Nichtatomwaffenstaaten weiterzugeben.
- Jeder Mitgliedstaat hat das Recht zur zivilen Nutzung (laut Vertragstext: „peaceful use“ – „friedliche Nutzung“) der Kernenergie. Im Konflikt um das iranische Atomprogramm beruft sich der Iran auf dieses Recht und wehrt sich gegen die Forderung, die Urananreicherung einzustellen. Im Artikel III des Vertrags verpflichtet sich jeder Nichtkernwaffenstaat zu Sicherungsmaßnahmen für spaltbares Material und für Ausgangsmaterial zur Herstellung von spaltbarem Material, die Herstellung an sich ist zu zivilen Zwecken nicht verboten.
- Jede „Vertragspartei ist in Ausübung ihrer staatlichen Souveränität berechtigt, von diesem Vertrag zurückzutreten“ (Artikel X), Sanktionsinstrumente sind nicht Vertragsbestandteil. Nordkorea machte von diesem Artikel Gebrauch und kündigte den Vertrag mit Brief vom 10. Januar 2003 an den UN-Sicherheitsrat.[42] Kritiker werfen Nordkorea vor, sich nicht an die Provisionen aus Artikel X gehalten zu haben, welcher vorsieht, dass der austretende Staat seine Kündigung nicht nur dem Sicherheitsrat der Vereinten Nationen, sondern auch allen anderen Staaten drei Monate im Voraus und mit Begründung des übergeordneten Interesses mitteilen muss. Dies tat Nordkorea nicht; daraus ist für Kritiker nun völkerrechtlich unklar, ob das Land noch stets Vertragsmitglied ist oder nicht.[43]
- Anhand der Beispiele Irans und Nordkoreas wird deutlich, dass der Atomwaffensperrvertrag über keine eigenen Sanktionsinstrumente verfügt, um gegen Vertragsbruch oder Kündigung vorgehen zu können. Es besteht einzig die Möglichkeit, dass die IAEO einen Vertragsbruch feststellt und gemäß Artikel XII.7.B ihres Statuts den entsprechenden Fall an den Sicherheitsrat der Vereinten Nationen überweist. Dies hat sie im Falle Irans im Jahr 2006 vollzogen. Im Falle Nordkoreas wurde der Sicherheitsrat eigenständig tätig.[44]
- Es wird spekuliert, Verstöße gegen das Verbot der Weitergabe von Kernwaffentechnologie seien nicht aufgedeckt worden. Hierbei ist insbesondere ein Fall bekannt geworden: Abdul Qadir Khan, der Vater der pakistanischen Atombombe, hat zugegeben, er habe geheime Informationen über den Bau von Atombomben, an die er während seiner Beschäftigung in einem Urananreicherungsunternehmen in den Niederlanden gelangte, an Pakistan weitergegeben und später auch an den Iran verkauft. Zumindest die pakistanische Regierung hat dies bestätigt.[45][46] Demnach hätte sich der Unterzeichnerstaat Iran eines Verstoßes gegen den Atomwaffensperrvertrag schuldig gemacht.
- Im Rahmen einer Aussprache im Zusammenhang mit der Reform des Sicherheitsrats ermahnte der Generalsekretär der UN, António Guterres, die Atommächte zur Prävention und zum Abbau vorhandener Atomwaffen. Dazu sollen sechs Maßnahmen dienen: 1. Dialog über Einschränkungen im möglichen Gebrauch, insbesondere mit neuen Technologien; 2. Beendigung jeglichen „Säbelrasselns“ durch Atomwaffenmächte, die in bewaffnete Konflikte verwickelt sind; 3. Einhaltung und Stärkung des Abkommens über Atomwaffenversuche; 4. Umsetzung von Abrüstungsvereinbarungen unter gegenseitiger Kontrolle der Atommächte; 5. Verbot des Ersteinsatzes; 6. Reaktivierung des Abkommens zur Reduzierung und Begrenzung strategischer Atomwaffen und Abbau vorhandener Atomwaffenarsenale durch die USA und die Russische Föderation. Die Einhaltung des Atomwaffensperrvertrags soll nicht nur durch die Atommächte, sondern durch alle Mitglieder der UN kontrolliert werden. Außerdem sollten Frauen künftig stärker in die Entscheidungen über Atomwaffen einbezogen werden.[47]
- In der Aussprache ging es um die Stärkung der globalen Sicherheit. Japan regte vor dem Hintergrund der Erfahrungen in Hiroshima und Nagasaki ein Abkommen zum Verbot der Herstellung von spaltbarem Material an. Die Schweiz, Ecuador und Algerien ermahnten zur Einhaltung und zum Beitritt weiterer Länder zum Atomwaffenverbotsvertrag. Das Vereinigte Königreich, selbst Atommacht, forderte den Zugang zur friedlichen Nutzung der Atomkraft für interessierte Länder unter genauer Kontrolle der Mitglieder der Internationalen Atomenergie-Organisation in Wien. Frankreich verwies auf den Abbau des eigenen Atomwaffenarsenals im Rahmen seiner eigenen Sicherheitsbedürfnisse und warnte den Iran vor einer Herstellung spaltbaren Materials über die vereinbarten Grenzen hinaus. Die USA rief Russland und China zum sofortigen Abschluss von je einem bilateralen Abkommen mit den USA zur gegenseitigen Kontrolle der Atomwaffen auf. China forderte eine Reduktion des Atomwaffenarsenals der USA und warnte vor den schwer kalkulierbaren Risiken, die aus den bilateralen Abkommen der USA mit einzelnen Ländern zur Nutzung ihrer Atomwaffen, insbesondere durch U-Boote, für Drittländer erwachsen. Die Atommächte sollen die Rolle der Atomwaffen in ihrer Sicherheitsarchitektur verringern. Sie sollen auf die Stationierung eines globalen Raketenabwehrsystems und die Stationierung von Mittelstreckenraketen im asiatisch-pazifischen Raum oder in Europa verzichten. Die Russische Föderation unterstrich das atomare Gleichgewicht als Grundlage der eigenen Atomwaffendoktrin. Verhandlungen mit den USA und der NATO setzten ein Überdenken ihrer „antirussischen“ Strategie voraus. Südkorea warnte davor, dass Pjöngjang – „der weltweit führende Verbreiter“ – aktuell eine ausgesprochen niedrige Schwelle für den Einsatz von Atomwaffen habe. Seine aggressive Nuklearpolitik erlaube Präventivschläge gegen Südkorea. Der Sicherheitsrat soll daher wichtige globale Normen durchsetzen und „mit gutem Beispiel vorangehen“. Die militärische Zusammenarbeit eines ständigen Mitglieds, gemeint war wohl China, mit Nordkorea widerspreche den eigenen Entscheidungen des Sicherheitsrats und untergrabe seine Autorität und Relevanz. Mosambik erinnerte daran, dass keines von 54 Ländern Afrikas Atomwaffen besitze. Afrika plädiere für eine Förderung der friedlichen Nutzung der Atomenergie, insbesondere in den Bereichen Humanmedizin und technologischer Wandel hin zu erneuerbaren Energien. Ein globaler Pakt soll gleichsam als „Inkubator“ zur Teilhabe Afrikas am technologischen Wandel dienen.[48]

### Zwei abgelehnte Resolutionsentwürfe
Interne Konflikte zwischen einzelnen Vetomächten des Sicherheitsrates führten zur Ablehnung von zwei Resolutionsentwürfen, der eine wurde am 24. April 2024 durch 65 Länder eingebracht und durch die Russische Föderation blockiert (bei einer Enthaltung durch China), der zweite wurde am 20. Mai 2024 durch sechs Länder eingebracht und durch Frankreich, das Vereinigte Königreich und die Vereinigten Staaten blockiert. Ihnen schlossen sich weitere vier Länder (Japan, Malta, Südkorea, Slowenien) an. Es gab eine Enthaltung (Schweiz) und sieben Ja-Stimmen (Algerien, Ecuador, China, Guyana, Mosambik, Russische Föderation, Sierra Leone). Gemeinsam war beiden Resolutionen, die eine Ächtung von Massenvernichtungs-, Atom- und anderen Waffen im Weltall vorsahen, die Berufung auf die Resolution A/76/3 der Vollversammlung vom 28. Oktober 2021 und auf das gemeinsame Statement der Oberhäupter der fünf Vetomächte vom 3. Januar 2022. Der Resolutionsentwurf vom 24. April 2024 sah außerdem die Gültigkeit des Völkerrechts einschließlich der UN-Charta auch im Weltraum vor. Der Entwurf vom 20. Mai 2024 betrachtete die UN-Charta als wichtige Grundlage für Verhandlungen zur Verhinderung eines Wettrüstens im Weltraum.

## Weitere UN-Verträge mit Bezug auf Kernwaffen (Auswahl)
Der NVV bzw. NPT ist nicht zu verwechseln mit anderen Abrüstungsverträgen. Die folgenden Rüstungsabkommen seien in diesem Zusammenhang erwähnt, siehe dort für weitere Informationen:
- Aus dem Jahr 1963 der Vertrag über das Verbot von Kernwaffenversuchen in der Atmosphäre, im Weltraum und unter Wasser bzw. englisch Limited Test Ban Treaty (LTBT)
- Aus dem Jahr 1996 der Vertrag über das umfassende Verbot von Atomtests bzw. englisch Comprehensive Nuclear-Test-Ban Treaty (CTBT)
- Aus dem Jahr 2021 der Atomwaffenverbotsvertrag bzw. englisch Treaty on the Prohibition of Nuclear Weapons (TPNW)

Hinweis: Viele weitere Rüstungsabkommen existieren. Die genannten Verträge beziehen sich in erster Linie auf die Zäsur der aktiven Erprobung (Testen), die unmittelbar mit der Waffenentwicklung verbunden ist.

### Fachartikel
- Auswahl aus dem Fachmagazin Nonproliferation Review: The Treaty on the Non-Proliferation of Nuclear Weapons (NPT) – A virtual special issue
  - Daniel Khalessi: Strategic Ambiguity: Nuclear Sharing and the Secret Strategy for Drafting Articles I and II of the Nonproliferation Treaty. In: The Nonproliferation Review. Band 22, Nr. 3–4, 2. Oktober 2015, S. 421–439, doi:10.1080/10736700.2016.1155865 (englisch).
  - Lewis A. Dunn: The NPT: Assessing the Past, Building the Future. In: The Nonproliferation Review. Band 16, Nr. 2, Juli 2009, S. 143–172, doi:10.1080/10736700902969638 (englisch).
- Oliver Thränert: Would we really miss the nuclear nonproliferation treaty? In: International Journal. Band 63, Nr. 2, 2008, S. 327–340, JSTOR:40204366 (englisch).
- Sammlung an Informationen des Bureau of International Security and Nonproliferation: NPT 50th Anniversary. Department of State, abgerufen am 23. Mai 2024 (englisch).

### Fachbücher
- R. N. Rosecrance (Hrsg.): The Dispersion of Nuclear Weapons (= National Security Studies Program (UCLA)). Columbia University Press, New York ; London 1964 (archive.org).
- Mason Willrich: Non-Proliferation Treaty: Framework for Nuclear Arms Control. Michie Co., Charlottesville, VA 1969 (englisch).
- Mason Willrich (Hrsg.): International Safeguards and Nuclear Industry. The Johns Hopkins University Press, Baltimore, MD 1973, ISBN 978-0-8018-1458-7 (englisch, archive.org).
- Pantelis F. Ikonomou: Globale nukleare Entwicklungen: Einblicke eines ehemaligen IAEO-Nuklearwaffeninspektors. Springer International Publishing, Cham 2022, ISBN 978-3-03115275-7, doi:10.1007/978-3-031-15276-4.
- David LaGraffe: Nuclear Security Science. In: Anthony J. Masys (Hrsg.): Handbook of Security Science. Springer International Publishing, Cham 2022, ISBN 978-3-319-91874-7, S. 795–827, doi:10.1007/978-3-319-91875-4_18 (englisch).

### Kritik/Meinungen
- Atomwaffensperrvertrag vor dem Scheitern. Zur Geschichte und aktuellen Situation des Nichtverbreitungsvertrags für Atomwaffen. ak, Nr. 496. Analyse & kritik, 17. Juni 2005 (akweb.de).
- Matthias van der Minde: Die Atomwaffen nieder! Völkerrechtliche und zivilgesellschaftliche Wege der atomaren Abrüstung. VSA-Verl, Hamburg 2010, ISBN 978-3-89965-426-4.